# David Jensen (calciatore)
David Jensen (Hillerød, 25 marzo 1992) è un ex calciatore danese, di ruolo portiere.